# Бербелёво
Бербелёво — деревня в Великолукском районе Псковской области России. Входит в состав сельского поселения «Пореченская волость».
Расположена на южном побережье озера Одгаст, в 43 км к югу от райцентра Великие Луки и в 6 км к юго-востоку от волостного центра Поречье.

## Население
Численность населения деревни составляет на 2000 год 24 жителя, на 2010 год — 17 жителей.

## История
До 2005 года деревня входила в состав ныне упразднённой Урицкой волости.